# Andriej Wariuchin
Andriej Pietrowicz Wariuchin (ros. Андрей Петрович Варюхин, ur. 9 sierpnia?/22 sierpnia 1900 w Kasimowie, zm. 1 listopada 1987 w Leningradzie) – radziecki wojskowy, Bohater Związku Radzieckiego (1945).

## Życiorys
Urodził się w rodzinie robotniczej. Skończył szkołę podstawową, od maja 1919 służył w Armii Czerwonej, uczestniczył w wojnie domowej – walkach z armią Judenicza, i walkach z fińskimi wojskami w Karelii, w 1920 skończył kursy dowódcze. Walczył w wojnie z Polską, od 1922 należał do RKP(b), w 1925 ukończył wyższą szkołę pedagogiczną, a w 1932 kursy doskonalenia kadry dowódczej przy szkole artylerii w Sewastopolu. Był dowódcą kompanii, potem batalionu, oraz pomocnikiem naczelnika szkoły wojskowej. Od 28 lipca 1941 brał udział w wojnie z Niemcami jako szef sztabu brygady na Froncie Północnym i Leningradzkim, od września 1941 do stycznia 1942 dowodził batalionem, został ranny i odesłany na leczenie, w marcu i kwietniu 1942 dowodził pułkiem w 54 Armii Frontu Leningradzkiego, 6 kwietnia został ponownie ranny. Od listopada 1943 do lutego 1945 dowodził pułkiem piechoty 15 Dywizji Piechoty 61 Armii Frontu Białoruskiego i 1 Frontu Białoruskiego, w lutym i marcu 1945 był zastępcą dowódcy, potem dowódcą 15 Dywizji Piechoty w 65 Armii 2 Frontu Białoruskiego. Uczestniczył w walkach obronnych pod Leningradem, lubańskiej operacji obronnej, operacji homelsko-rzeczyckiej, operacji kalenkowicko-mozyrskiej, poleskiej i białoruskiej, w tym zajęciu miast Osipowicze, Baranowicze, Słonim, Białowieża, Brańsk, Treblinka i w forsowaniu Narwi, w operacji mławsko-elbląskiej, m.in. w zajęciu Ciechanowa, Grudziądza i Gdańska, forsowaniu Odry, szturmie Szczecina i walkach w rejonie Rostocku. Wziął udział w Paradzie Zwycięstwa na Placu Czerwonym. Po wojnie dowodził dywizją, od marca do sierpnia 1946 był dowódcą 261 Dywizji Piechoty w Zakaukaskim Okręgu Wojskowym, potem został zwolniony do rezerwy w stopniu pułkownika.

## Odznaczenia
- Złota Gwiazda Bohatera Związku Radzieckiego (24 marca 1945)
- Order Lenina (dwukrotnie – 21 lutego 1945 i 24 marca 1945)
- Order Czerwonego Sztandaru (dwukrotnie – 7 kwietnia 1944 i 3 listopada 1944)
- Order Suworowa II klasy (29 maja 1945)
- Order Suworowa III klasy (8 sierpnia 1944)
- Order Wojny Ojczyźnianej I klasy (11 marca 1985)
- Order Krzyża Grunwaldu (Polska Ludowa)

Oraz medale ZSRR i medale polskie.